# 科索沃政治

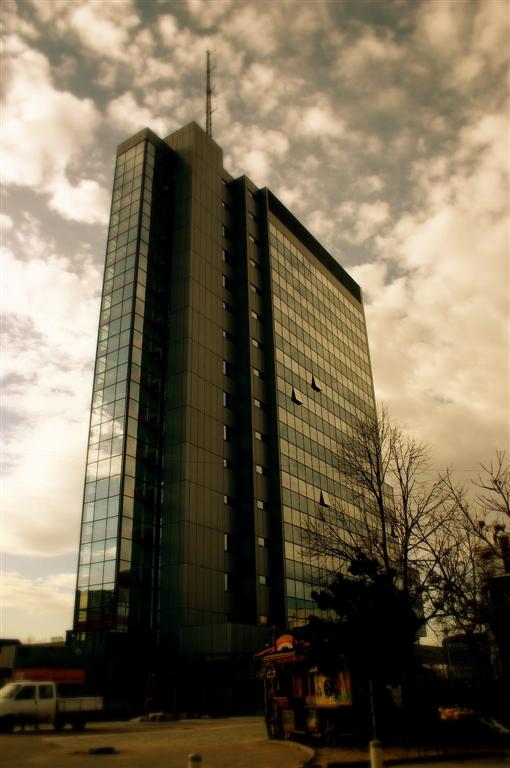
科索沃政府大樓

科索沃的政體為多黨制、議會及民主，而總統是國家元首，並設立科索沃總理一職，兩者皆是科索沃政府首腦。議會選舉每隔4年舉行一次，最近一次選舉為2021年科索沃議會選舉。
行政權力由科索沃總理主持的科索沃政府大會“（Qeveria）”所行使。而立法權歸屬於行政機關和科索沃議會（Kuvendi）。司法機構獨立於行政立法機關。

## 政體
科索沃實行單一制及議會共和制。

## 行政機關
2008年2月17日之前，科索沃是塞爾維亞的其中一個自治省（即科索沃和梅托希亞自治省），由聯合國科索沃臨時行政當局特派團（以下簡稱UNMIK）所管轄。
UNMIK已設立了議會、政府、以及總統職位。UNMIK發行的護照、身份證、車牌只被一部分國家承認，科索沃的地址也只被一部分國家承認，萬國郵政聯盟建議寄往科索沃的信件應該註明「Kosovo （UNMIK）」的字樣 （页面存档备份，存于）。
獨立前的科索沃在國際上依然被視為塞爾維亞的一部分。科索沃前途談判定於2005年舉行，但阿塞兩國對科索沃獨立與否各持己見，談判有相當的難度。阿族人不承認塞爾維亞對科索沃的主權，認為若將來塞國政府繼續統治科索沃根本不可能尊重當地阿族人的權利。而塞方則視科索沃為塞爾維亞自古以來的領土，絕不接受科索沃獨立的可能性。國際社會則擔心，科索沃獨立的先例會重新引發波斯尼亞和黑塞哥維那境內的內戰。當時可能的折衷解決方案是：繼續維持現狀，將科索沃交予歐盟管轄。
時任科索沃總理哈辛·塔奇已于2008年2月17日下午3時在科索沃國會內正式宣布科索沃从塞尔维亚独立，獨立至今的科索沃國內並沒有爆發內戰，且有至少110個國家正式承認科索沃獨立。
科索沃前總統哈辛•塔其於2020年11月5日因戰爭罪嫌而辭職，科索沃國會則於2021年4月4日投票選出現任總統維約薩•奧斯曼尼。

## 立法機關
科索沃行政機構是在科索沃行使行政權力的科索沃機構的集合。它由科索沃總理領導，還包括總理、副總理和各部長。 科索沃總統也發揮了作用。
阿爾賓·庫爾蒂（Albin Kurti）是科索沃總理兼政府首腦。韦约莎·奥斯曼尼是科索沃代理總統和國家元首，科索沃的執政黨是民主聯盟（LVV）、科索沃民主聯盟（LDK）和科索沃民主黨（PDK）。
科索沃的立法機關是科索沃議會，負責科索沃的立法工作。議會負責選出科索沃總統及科索沃總理。議會實行一院制，由120名議員組成，其中20席分配予各少數民族。議會原由聯合國科索沃臨時行政當局特派團所成立，成為科索沃自治省的臨時立法機關，後來2008年科索沃宣佈獨立，議會通過科索沃憲法，議會正式成為科索沃的國會，議會通過科索沃的所有法律，批准國際條約，任命總統、總理、部長和所有法院的法官，通過預算並履行憲法規定的其他職責。 議會可以通過多數議員對政府的不信任投票。

## 政黨
1. ↑  . 中華民國外交部全球資訊網.   [2025-07-05] （中文（臺灣））.
2. ↑  . . Brill | Nijhoff. 2008-01-01: 59–85.